# Az ítélet (film, 2003)
Az ítélet (eredeti cím: The Statement)  2003-ban bemutatott kanadai-francia-angol thriller, melyet Norman Jewison írt és rendezett Brian Moore azonos című regénye alapján. A történet egy egykori náci végrehajtóról szól, akire idős korában egy bírónő és egy merénylő is vadászik. A főszereplők közt megtalálható Michael Caine, Tilda Swinton, Jeremy Northam, Alan Bates és William Hutt.
A filmet az Egyesült Királyságban 2004. február 27-én, Magyarországon pedig 2004. október 7-én mutatták be a mozikban.

## Cselekménye
Pierre Brossard egy francia náci szimpatizáns, aki a második világháború alatt hét zsidó kivégzését rendelte el. A háború után azonban nem vonták felelősségre, jó életkörülményeiről pedig a katolikus egyház jobboldali szárnya gondoskodott. 50 évvel később azonban egy David Manenbaum nevű bérgyilkos próbál végezni a férfival, aki viszont maga leli halálát az eset alatt. Ez az ügy viszont felkelti Annemarie Livi bírónő figyelmét, aki egy francia nyomozó, Roux ezredes segítségével próbálja elkapni Brossardot és ítéletet hírdetni felette.

## Szereplők
| Színész            | Szerep         | Magyar hang         |
| ------------------ | -------------- | ------------------- |
| Michael Caine      | Pierre Bossard | Bitskey Tibor       |
| Alan Bates         | Armad Bertier  | Balázsi Gyula       |
| Tilda Swinton      | Annemarie Livi | Majsai-Nyilas Tünde |
| Jeremy Northam     | Roux ezredes   | Galbenisz Tomasz    |
| John Boswall       | Léo            |                     |
| Charlotte Rampling | Nicole         |                     |
| Ciarán Hinds       | Pochon         | Kárpáti Tibor       |
| Irene Palko        | Clotilde       |                     |
| Helen Later        | Marianne       |                     |
| Malcolm Sinclair   | Lyon érseke    |                     |
| John Neville       | Öregember      | Perlaki István      |